# Ľubica
Ľubica (deutsch Leibitz, ungarisch Leibic, lateinisch Laibicium) ist eine Gemeinde in der Nordostslowakei mit 4482 Einwohnern (31. Dezember 2024).

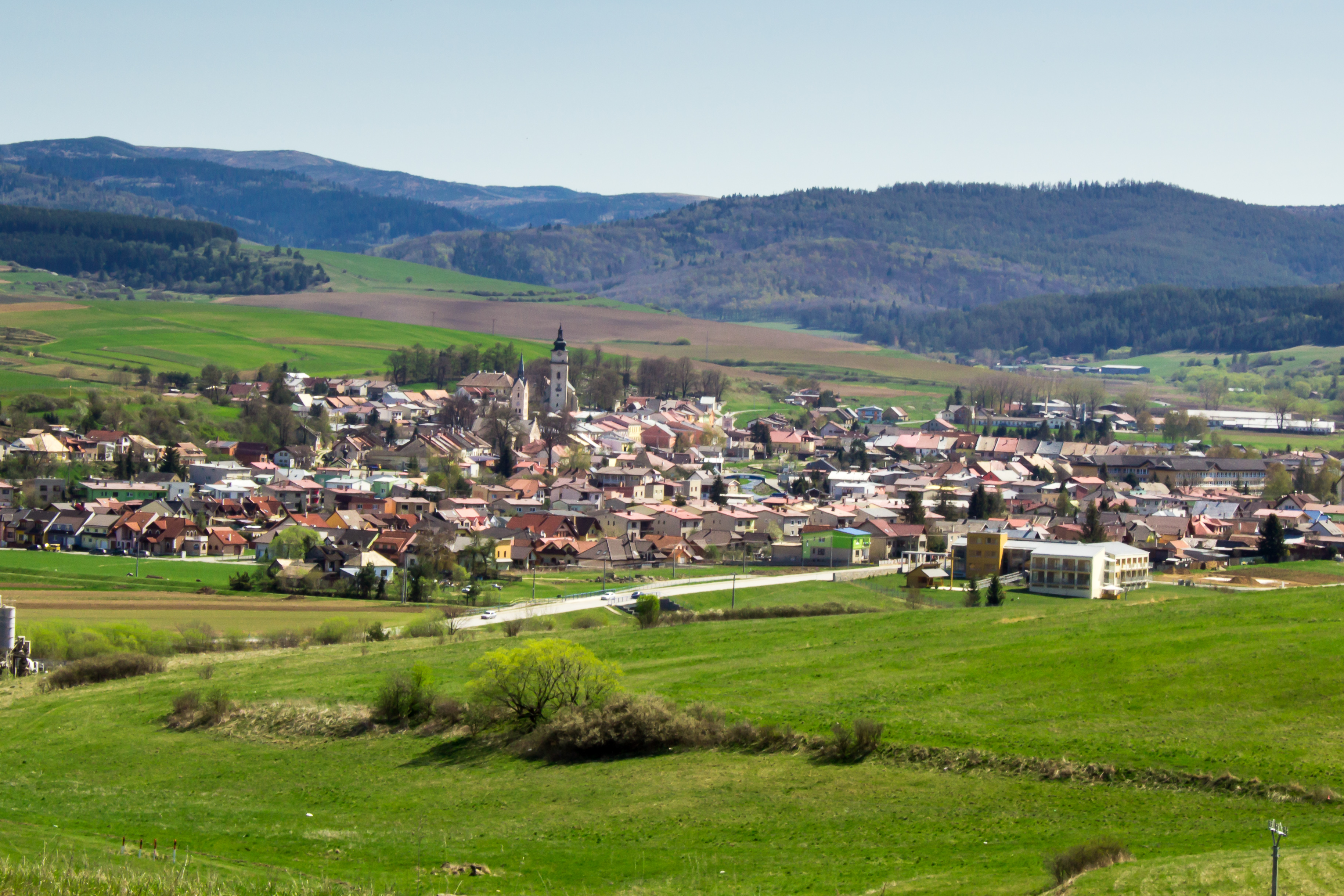
Ansicht auf den Ort von Nordwesten

## Geschichte
Der Ort wurde 1251 erstmals schriftlich erwähnt; 1271 wurden ihm die Stadtrechte verliehen. Die Stadt hatte lange Zeit, bis etwa 1900, hauptsächlich eine deutschsprachige Bevölkerung, die Zipser Sachsen. Danach nahm der Anteil der Slowaken und anderer Ethnien immer mehr zu. Durch die Verpfändung von 16 Zipser Städten an Polen ging die Bedeutung der Stadt langsam zurück, auch nach der Rückkehr zu Ungarn und der Gründung der Provinz der 16 Zipser Städte konnte der Verfall nicht aufgehalten werden.
1878 wurde der Ort zu einem Dorf zurückgestuft, war aber noch Sitz der Kreisverwaltung innerhalb des ungarischen Komitats Zips. Zur Geschichte siehe auch den Hauptartikel zur Zips.
Positive Entwicklungen erhoffte man sich auch von der Entdeckung einer Schwefelquelle, die ab 1714 die Einrichtung des Leibitzer Schwefelbades (Ľubické Kúpele) nach sich zog.
1952 wurde der Truppenübungsplatz Javorina im Norden und Osten eingerichtet; 1974 wurde der Ort ein Stadtteil von Kežmarok. Erst seit 1992 ist die Gemeinde wieder eigenständig und versucht seitdem wieder an die alte Tradition anzuknüpfen. 2011 wurde der Militärbezirk Javorina aufgelöst und die Katastralgemeinde Ľubické Kúpele ist wieder Teil von Ľubica.

## Bevölkerung
Ergebnisse nach der Volkszählung 2001 (3.677 Einwohner):
| Nach Ethnie: - 93,63 % Slowaken - 5,00 % Roma - 0,63 % Tschechen - 0,11 % Polen | Nach Konfession: - 85,01 % römisch-katholisch - 7,15 % griechisch-katholisch - 2,56 % konfessionslos - 2,23 % evangelisch - 1,99 % keine Angabe |

## Persönlichkeiten
- Martin von Leibitz (ca. 1400–1464), Abt des Schottenstifts in Wien 1446–1461